# Николай Наплатанов
Николай Делчев Наплатанов e български инженер и професор. Ректор на ВМЕИ (София) и член-кореспондент на БАН.

## Биография
Николай Наплатанов е роден на 25 април 1923 г. в с. Мечка (дн. Оборище), Панагюрско. Учи в Пазарджишката гиманзия. Член на РМС.
Участва в Съпротивителното движение по време на Втората световна война. Арестуван по ЗЗД и интерниран в лагера Кръстополе. Партизанин от Партизанска бригада „Георги Бенковски“.
Неговия баща Делчо Наплатанов е емигрант в СССР. Завръща се в България с група подводничари. Заловен, осъден на смърт на процеса на парашутистите и подводничарите и разстрелян на 26 юни 1942 г.

### Образование
Завършва специалност „Електроавтоматика“ в Ленинградския електротехнически институт (1952). Специализира автоматично регулиране и управление в Техническия университет в Дрезден и Берлин (1960), техническа кибернетика в Станфордския, Калифорнийския и Илинойския университет (1972).
Във МЕИ (София) защитава дисертация на тема „Изследване на системи за автоматично регулиране чрез ходографи на входни статични въздействия“. Кандидат на техническите науки (1957).

### Преподавателска и научна дейност
Преподавател в Държавна политехника, МЕИ и ВМЕИ, София. Асистент (1952), доцент (1961) и професор (1966).
Основни области на научната и преподавателската му дейност са теория на автоматичното регулиране и управление, техническа и медицинска кибернетика, бионика, ергономия, ергатични системи. Основоположник на научни направления като автоматиката и телемеханиката в България.
Автор на над 150 научни публикации и 20 учебника и учебни пособия по теория на автоматичното регулиране и управление, сред които:
- Основи на техническата кибернетика в 9 тома (1971 – 1977).
- Автоматично управление на електрозадвижванията в 3 тома (1979, съавтор).

Избран за член-кореспондент на БАН.
Награден с Орден „Кирил и Методий“ I степен (1968), Орден „Червено знаме на труда“ (1959) и званието „Заслужил деятел на науката“.

### Изобретения
- Метод и устройство за управление на товара на автомобилния транспорт в открит рудник (1971, съавтор), патентовано в Канада и САЩ.
- Устройство за управление на имплантируемо изкуствено сърце (1976, съавтор).

## Управленска дейност
- Ръководител на Катедра „Промишлена автоматика“ в МЕИ и ВМЕИ (1961 – 1974)
- Ръководител на Катедра „Автоматика и телемеханика“ във ВМЕИ (1974 – 1982)
- Ръководител на Катедра „Системотехника“ във ВМЕИ (1982)
- Ректор на ВМЕИ (1968 – 1970).
- Основател и директор на Института по техническа кибернетика на БАН (1964 – 1978)
- Председател на Специализирания научен съвет по кибернетика и автоматика при ВАК
- Главен редактор на сп. „Автоматика и изчислителна техника“
- основател на сп. „Техническа мисъл“.